# Tetraberlinia tubmaniana
Tetraberlinia tubmaniana ist ein großer Baum in der Familie der Hülsenfrüchtler, aus der Unterfamilie der Johannisbrotgewächse, aus einem begrenzten Gebiet in Westafrika, hauptsächlich aus Liberia bis nach Sierra Leone und in die angrenzende Elfenbeinküste.

## Beschreibung

### Vegetative Merkmale
Tetraberlinia tubmaniana wächst als bis 30–40 Meter hoher, immergrüner Baum. Der Stammdurchmesser kann bis 1,25 Meter betragen. Die Wurzeln sind unten am Stamm, bis etwa 50 Zentimeter hoch, teils verdickt, angeschwollen (Wurzelanläufe). Die Borke ist gräulich-braun und relativ glatt und im Alter leicht rissig.
Die wechselständigen und kurz gestielten Laubblätter sind paarig gefiedert mit meist 8–14 Blättchen. Die Blätter mit feinhaariger, etwas rinniger Rhachis sind bis 13 Zentimeter lang, der kurze, dickliche Blattstiel ist bis 5–6 Millimeter lang. Die ledrigen, glänzenden und eiförmigen bis elliptischen oder lanzettlichen, teils leicht sichelförmigen und ganzrandigen Blättchen sind sitzend und bis 5–8 Zentimeter lang und bis 2,5–3,5 Zentimeter breit. Sie sind unterseits heller und fast kahl und rundspitzig bis zugespitzt mit gefiederter Nervatur. An den Blättern können unterseits Drüsen vorhanden sein. Die kleineren Nebenblätter sind früh abfallend.

### Generative Merkmale
Es werden end- oder achselständige, samthaarige, kürzere und kurz gestielte Rispen mit kleinen, abfallenden Deckblättern gebildet. Die kurz gestielten, zwittrigen und duftenden Blüten sind fünfzählig mit doppelter Blütenhülle. Der kurze Blütenstiel ist haarig und die Blüten haben am kleinen Blütenbecher zwei feinhaarige Deckblätter. Die 4 ungleichen, fast freien, außen samthaarigen, grünlich-weißen Kelchblätter sitzen am innen borstigen Blütenbecher. Ein Kelchblatt ist etwas größer und besteht aus zwei verwachsenen. Die 5 ungleichen, fast kahlen Petalen sind gelblich bis weiß. Es sind 4 kurze, schmal-längliche Petalen und eine viel größere, kurz genagelte Petale, mit leicht spatelförmiger und teils bewimperter Platte ausgebildet. Es sind 10 vorstehende und weiß-rosafarbene Staubblätter vorhanden, wobei 9 basal verwachsen sind und eines frei ist. Der mittelständige, einkammerige und haarige, längliche Fruchtknoten ist gestielt, mit einem längeren, dünnen Griffel mit kleiner, kopfiger Narbe.
Es werden holzig-ledrige, fast kahle, braune und flache, elliptische sowie bespitzte und an einer Naht kurz geflügelte Hülsenfrücht gebildet. Sie haben eine auffällig, nicht ganz durchgängige, Mittelader. Sie sind bis 10–13 Zentimeter lang und bis 4–5 Zentimeter breit und enthalten 1–3 rundliche, flache Samen. Die leicht glänzenden, braunen Samen, mit dünner Samenschale, sind 2–2,5 Zentimeter groß.

## Systematik
Die Erstbeschreibung als Tetraberlinia tubmaniana erfolgt 1965 durch Jean Joseph Gustave Léonard in Bull. Jard. Bot. État Bruxelles 35: 98. Eine Fehlbeschreibung erfolgte als Hymenostegia gracilipes auct. non. Hutch. & Dalz.: Keay 1958: 464. Das Epitheton ist nach William S. Tubman benannt, der lange Präsident von Libera war.